# Ana Fernández García
Ana Carlota del Pilar Fernández García (Madrid, 10 novembre 1989) è un'attrice spagnola.

## Biografia
Ha due fratelli più piccoli, Carlos e María, che hanno interpretato il ruolo della sorella di Sandra, Marta, nella serie Los protegidos. Ha iniziato a studiare arte drammatica quando aveva 14 anni e ha avuto il suo primo ruolo quando aveva 4 anni nella miniserie El Joven Picasso, diretta da Juan Antonio Bardem. La sua apparizione più famosa a teatro è stata in Helena de Troya. Ha iniziato a studiare pubblicità e pubbliche relazioni, senza completare gli studi.
È principalmente conosciuta per i suoi ruoli in serie TV. Il primo è stato il ruolo di Sofía in Cuestión de sexo tra il 2007 e il 2009 su Cuatro. Il secondo, è stato il ruolo di Sandra in Los protegidos, in cui ha recitato tra il 2010 e il 2012.
Avrebbe dovuto girare il suo primo film, Ghost Academy, nell'estate del 2011, ma ha dovuto rifiutarlo a causa delle riprese di Los protegidos.
È apparsa in molte riviste come Telva e Vanidad, per le quali ha realizzato un reportage con le attrici Blanca Suárez e Ana de Armas. È anche apparsa in video musicali per gruppi e artisti come Marea e Forraje.
Il 3 marzo 2013, ha iniziato a recitare nella sua prima rappresentazione teatrale ¿Por qué yo? dell'autrice e regista Belén Verdugo, eseguito per la prima volta a Madrid il 27 settembre 2013.
Dal 2018 interpreta Carlota nella serie Netflix Le ragazze del centralino. Nel 2020 recita nel film horror Voces.